# Kinoshita Chōshōshi
Pour les articles homonymes, voir Kinoshita.
Kinoshita Chōshōshi (木下 長嘯子, né en 1569 dans la province d'Owari-27 juillet 1649) est un samouraï et poète waka japonais. Chōshōshi est son nom de plume tandis que son nom véritable est « Kinoshita Katsutoshi » (木下 勝俊).

## Biographie
Fils du seigneur de guerre Kinoshita Iesada, il se range au service de Toyotomi Hideyoshi, marié à sa tante Kōdai-in, et connaît une rapide carrière militaire. En 1587, il reçoit le domaine de Tatsuno dans la province de Harima. En 1590, il prend part à la bataille de son oncle contre le clan Hōjō à Odawara et deux ans plus tard, dirige une force de 1 500 hommes au cours de l'invasion de la Corée. À propos de ces deux campagnes, il écrit deux journaux : Azuma no michi no ki et Kyūshū michi no ki (九州道之記).
En considération de ses services, Toyotomi Hideyoshi lui attribue en 1594 le domaine d'Obama qui lui assure un revenu de 80 000 koku. À la bataille de Sekigahara, alors qu'il est chargé par Torii Mototada de défendre la forteresse de Fushimi, il s'enfuit devant les forces de Ishida Mitsunari près de Kyōto et perd ses biens en conséquence.
Avec le soutien de sa tante Nene, il passe les quarante années qui suivent en tant que poète et enseigne dans une villa à Higashiyama-ku. Il dépeint cette période dans son Kyohakushū. Depuis 1641, il réside à Oshioyama à l'ouest de Kyoto, peut-être forcé par des difficultés financières. Comme poète, il est à Kyoto en concurrence et en conflit avec Matsunaga Teitoku.

## Source de la traduction
- (de) Cet article est partiellement ou en totalité issu de l’article de Wikipédia en allemand intitulé « Kinoshita Chōshōshi » (voir la liste des auteurs).